# Vnitřní Město (Pilzno)
Vnitřní Město – część ustawowego miasta Pilzna, położona w jego centralnej części. Leży na terenie gminy katastralnej Pilzno 3.